# Glyceria burdonii
Glyceria burdonii är en gräsart som beskrevs av George Claridge Druce. Glyceria burdonii ingår i släktet glycerior, och familjen gräs. Inga underarter finns listade i Catalogue of Life.